# Nervijuncta ruficeps
Nervijuncta ruficeps är en tvåvingeart som beskrevs av Edwards 1927. Nervijuncta ruficeps ingår i släktet Nervijuncta och familjen hårvingsmyggor. Inga underarter finns listade i Catalogue of Life.